# Małgorzata Wojtkowiaková
Małgorzata Wojtkowiaková (* 30. ledna 1982 Poznań, Polsko) je bývalá polská sportovní šermířka, která se specializovala na šerm fleretem. Polsko reprezentovala v devadesátých letech a v prvním a druhém desetiletí jednadvacátého století. Na olympijských hrách startovala v roce 2008 a 2012 v soutěži jednotlivkyň a družstev. V roce 2008 obsadila třetí místo na mistrovství Evropy v soutěži jednotlivkyň. S polským družstvem fleretistek vybojovala v roce 2003 a 2007 titul mistryň světa a v roce 2002 a 2003 vybojovala s družstvem titul mistryň Evropy.